# Frederick Cresser
Frederick "Fred" Cresser (født 6. april 1872 i Tyskland, død 18. maj 1919 i Philadelphia, Pennsylvania) var en amerikansk roer og olympisk guldvinder.
Cresser roede i otteren for Vesper Boat Club i Philadelphia. Han var med i båden, der deltog i OL 1904 i St. Louis, hvor der ud over Vesper-båden blot deltog én anden båd, canadiske Toronto Argonauts. Det var en båd fra Vesper, der havde vundet samme konkurrence ved legene fire år forinden, og to mand gik igen fra denne båd: John Exley og styrmand Lou Abell. Resten af besætningen bestod ud over Lott af Mike Gleason, Charles Armstrong, Jim Flanigan, Hunter Lott, Joe Dempsey og Frank Schell. Vesper genvandt OL-guldet med et forspring på tre længder til den canadiske båd.

## OL-medaljer
- 1904:  Guld i otter